# Systeemtransport
Systeemtransport is transport waarbij, volgens een vaste systematiek, goederen worden vervoerd. Over het algemeen wordt door middel van een netwerk van sorteercentra (hubs) tegen relatief lage/vaste kosten grote hoeveelheden goederen vervoerd.
Voorbeelden van systeemtransport zijn pakketdiensten (zie onder). Over het algemeen kent het systeemtransport beperkingen met betrekking tot gewicht en volume van de individuele zendingen. De gestandaardiseerde verwerking van goederen vergt een zekere uniformiteit van de aangeboden goederen.

## Pakketdiensten
- DPD
- DHL
- GLS
- UPS